# Pésures
Os pésures ou pesuros (em latim, PAESVRI) era um povo ibérico pré-romano dependente dos Lusitanos. Os pesuros viviam entre os Rios Douro e Vouga, principalmente, na ribeira do rio Vouga (conhecido como rio Vágia na altura) no centro norte de Portugal.
Os pésures foram os responsáveis pela fundação da cidade de Talábriga, cidade que os autores antigos situam na região do Vouga, atual cidade de Aveiro. Apesar de ser investigada desde o século XVI, a localização certa de Talábriga é incerta, muitos autores modernos dizem que se situa na zona de Branca ou Albergaria-a-Nova.
Segundo F. Russel Cortez também os pésures, que viviam no "curso médio do Vouga, desde Lafões até ao Douro" falavam uma língua mediterrânica. A posição geográfica dos pésures concorda Tovar, embora Alarcão os desloque para paragens mais nortenhas. Cortez classifica estes "povo pré-celta pertencente ao substrato mediterrânico da Idade do Bronze".